# Pteromalus hunteri
Pteromalus hunteri är en stekelart som först beskrevs av Crawford 1908.  Pteromalus hunteri ingår i släktet Pteromalus och familjen puppglanssteklar. Inga underarter finns listade i Catalogue of Life.